# Luis Pérez Verdía
Luis Pérez Verdía y Villaseñor fue un historiador, abogado, diputado, diplomático y educador mexicano.

## Biografía
Nació en Guadalajara, el 13 de abril de 1857. Sus padres fueron: Guadalupe Villaseñor y Antonio Pérez Verdía (1828-1875), abogado y político.
En 1871 ingresó al Seminario Conciliar tapatío para cursar Filosofía y sustentó un acto público de Física y de Matemáticas. En 1873 continuó sus estudios en el Liceo de Varones, ubicado en Liceo 60 esquina con Avenida Hidalgo, en Guadalajara. Cursó estudios profesionales de Derecho en la Escuela de Jurisprudencia de Guadalajara; el 24 de marzo de 1877 presentó su examen profesional, defendió la tesis y obtuvo el título de abogado. Ese mismo año, impartió cátedra de Historia y Cronología en el Liceo de Varones del Estado. Años después, impartió la cátedra de Derechos del Hombre, en el Liceo de Niñas, ubicado en Avenida Hidalgo 190, en el Centro de Guadalajara, frontero al norte del Teatro Degollado y actualmente sede del Supremo Tribunal de Justicia del Estado de Jalisco.
En el sótano del Hotel Francés, sito a espaldas del Palacio de Gobierno de Jalisco, en calle Maestranza 35, en su ciudad natal, instaló una imprenta. En ese lugar solía escribir, ahí hizo imprimir algunas de sus obras.
Fue diputado local durante la XII Legislatura del Estado de Jalisco, diputado federal en varias ocasiones, y en 1884 fue nombrado magistrado del Supremo Tribunal de Justicia del Estado de Jalisco.

### Deceso
El 24 de mayo de 1913 presentó sus cartas credenciales como embajador extraordinario y ministro plenipotenciario de México, ante el presidente guatemalteco Manuel Estrada Cabrera. Al año siguiente enfermó gravemente, y murió el 15 de agosto de 1914, en la Ciudad de Guatemala.

## Algunas de sus obras
- Biografía del Sr. Don Prisciliano Sánchez (1881)
- Apuntes históricos sobre la Guerra de Independencia en Jalisco (1886)
- Rectificaciones históricas (1887)
- Recuerdo biográfico del señor licenciado don José Luis Verdía, deán de la Catedral de Guadalajara (1889)
- Compendio de la Historia de México. Desde sus primeros tiempos hasta el fin del siglo XIX (1884), (1892), (1900),[7] un libro de texto que utilizó en sus clases en el Liceo de Varones
- Vida del Ilmo. Señor don fray Antonio Alcalde. El Fraile de la calavera (1894)
- El principio de la nacionalidad en el Derecho Internacional Privado (1895)
- Cómo ha escrito el doctor Nicolás León su Historia de México (1903)
- ¿Cuestión de decoro o de bolsillo? (1903)
- Estudio biográfico del Sr. Lic. D. Jesús López Portillo (1908)
- Historia particular del estado de Jalisco (1910-1911)[8] (su libro más destacado)

## Homenajes
Una estatua que lo representa fue colocada en su honor por el Ayuntamiento de Guadalajara en la parte norte del jardín de la Rotonda de los Jaliscienses Ilustres, frente a la Librería San Pablo, de Calle Independencia 378, al oriente del Palacio Municipal. Una avenida de Norte a Sur, en la Colonia Los Maestros de Zapopan, ostenta su nombre. Asimismo, una avenida igualmente de Norte a Sur, en la Colonia Ladrón de Guevara de Guadalajara, lleva su nombre; esta última avenida tuvo por nomenclatura «Costa Rica» de 1925 a 1945; y antes de 1925, «Tepic». La Escuela Primaria Urbana 130 «Luis Pérez Verdía», de Calle Los Alpes 1155, en la Colonia Independencia Oriente de Guadalajara, también rinde homenaje a este historiador jalisciense.